# 德拉姆堡 (佛羅里達州)
德拉姆縣（英語：Fort Drum）是位於美國佛羅里達州歐基求碧縣的一個非建制地區。該地的面積和人口皆未知。

## 地理
德拉姆縣的座標為27°31′34″N 80°48′25″W / 27.52611°N 80.80694°W，而該地的平均海拔高度為17米（即56英尺）。